# Phare de Myken
Le phare de Myken (en norvégien : Myken fyr) est un phare côtier de la commune de Rødøy, dans le Comté de Nordland (Norvège). Il est géré par l'administration côtière norvégienne (en norvégien : Kystverket).
La maison-phare est classée patrimoine culturel par le Riksantikvaren depuis 2000.

## Histoire
Le phare a été érigé en 1918 sur la petite île de Jutøya, une des îles de Myken, un groupe d'îles peuplées essentiellement de pêcheurs, à environ 15 km au nord-est de Træna.
Il a été électrifié en 1955 grâce à un câble sous-marin et automatisé en 1975. La lumière n'est pas allumée de mai à juillet en raison du soleil de minuit. Le phare n'est plus habité par du personnel et il est devenu un logement privé de vacances.

## Description
Le phare  est une lanterne au sommet d'une maison en bois de 12,5 mètres de haut. La maison est blanche et la lanterne est rouge. Son feu à occultations émet, à une hauteur focale de 40 mètres, un éclat (blanc, rouge et vert selon différents secteurs= toutes les 6 secondes. Sa portée nominale est de 16.8 milles nautiques (environ 31 km) pour le feu blanc.
Identifiant : ARLHS : NOR-032 ; NF-6700 - Amirauté : L2378 - NGA : 10320 .

### Lien connexe
- Liste des phares de Norvège